# Vorlageersuchen
Als Vorlageersuchen oder Vorlageverlangen bezeichnet man eine Anfrage der Finanzbehörde nach § 97 Abgabenordnung, in welcher sie Beteiligte (Steuerpflichtige und Dritte) im Besteuerungsverfahren um Vorlage von Unterlagen (ferner auch Auskünfte) über einen steuerlich erheblichen Sachverhalt ersucht. Ein Vorlageersuchen stellt einen Verwaltungsakt im Sinne von § 118 AO dar. Die auf das Ersuchen vorgelegten Unterlagen und erteilten Auskünfte stellen zugleich Beweismittel im Sinne von § 92 AO dar. Ein Vorlageersuchen kann mit einem Auskunftsersuchen verbunden werden.

## Allgemeines
|                          | Vorlageersuchen                        |
| ------------------------ | -------------------------------------- |
| gesetzliche Grundlage    | § 97 AO                                |
| Stellung im Gesetz       | allgemeine Mitwirkungsvorschriften     |
| Form                     | formlos                                |
| Verwaltungsakt i.s.d. AO | Verwaltungsakt im Sinne von § 118 AO   |
| Selbständigkeit          | Selbständiger Verwaltungsakt           |
| Einspruch                | anfechtbar gemäß § 347 Abs. 1 Nr. 1 AO |
| Vollstreckbarkeit        | vollstreck- und erzwingbar             |

## Verfahren
Eine Urkunde stellt ein klassisches Beweismittel der Finanzbehörde im Sinne des § 92 AO dar. Somit kann die Finanzbehörde kraft gesetzlicher Ermächtigung (§ 97 AO) die Vorlage von Urkunden, insbesondere Geschäftsbücher, privatrechtliche Verträge aber auch Sparbücher, Kontoauszüge und Belege verlangen.
Der Gesetzgeber hat der Finanzbehörde mit dem Vorlageersuchen eine Ermittlungsmöglichkeit beigelegt, die die Durchführung des Besteuerungsverfahrens unterstützt. Dabei stellt das Vorlageersuchen zugleich eine Ermittlungsmaßnahme der Finanzbehörde und eine Mitwirkungspflicht des um Vorlage Ersuchten dar. Ein besonderes Formerfordernis an das Vorlageersuchen hat der Gesetzgeber nicht kodifiziert. Somit sind Vorlageersuchen formlos (d. h. auch mündlich) möglich.
Als Grundsatz galt bis zum 30. Juni 2013: Vor Vorlageersuchen ist ein Auskunftsersuchen zu stellen. Dieser Grundsatz wurde durch die ersatzlose Streichung des bis dahin gültigen § 97 Abs. 2 AO aufgehoben.
Zwar ist in § 97 der Grundsatz der Verhältnismäßigkeit – anders als bspw. in § 93 AO nicht kodifiziert – jedoch hat die Finanzbehörde diesen auch hier zu beachten, d. h. die Finanzbehörde hat sich auch hier der einfachsten Ermittlungsmöglichkeit zu bedienen (Zweck-Mittel-Relation: erforderlich, zumutbar und erfüllbar?) und somit den möglichst geringsten Eingriff in die Sphäre des Steuerpflichtigen unter Berücksichtigung der Verhältnisse im Einzelfall vorzunehmen.
Die Vorlage im Rahmen eines Vorlageersuchens soll jedoch erst vom Beteiligten verlangt werden, wenn
- der Beteiligte eine Auskunft nicht erteilt hat
- die Auskunft unzureichend war (und)
- wenn Bedenken gegen deren Richtigkeit bestanden.

## Vollmacht durch Beauftragung des Dritten
Eine Auftragserteilung an die Bank zur Erteilung der benötigten Kontoauszüge ist eine häufige Alternative.

## Verhalten im Weigerungsfall
Es ist üblich, den Geschäftsführer oder den Vorstand z. B. der Bank als Zeuge zu laden, wenn die Vorlage der Kontoauszüge verzögert oder verweigert wird. In der Regel erfolgt dann eine schnelle Abhilfe.

## Besonderheiten
Das Vorlageersuchen muss gemäß § 119 Abs. 1 AO inhaltliche hinreichend bestimmt sein. Diese einfachgesetzlich in § 119 AO niedergelegte inhaltliche hinreichende Bestimmtheit ergibt sich aus dem Bestimmtheitsgebot, welches Inhalt des Rechtsstaatsprinzip ist. Fehlt es dem Vorlageersuchen an einer inhaltlich hinreichenden Bestimmtheit so leidet es an einem besonders schwerwiegenden Fehler mit der Folge, dass das Vorlageersuchen nach § 125 Abs. 1 AO nichtig und damit gemäß § 124 Abs. 3 AO unwirksam ist.
Als Verwaltungsakt im Sinne von § 118 AO ist gegen das Vorlageersuchen als Rechtsbehelf gem. § 347 Abs. 1 Nr. 1 AO der Einspruch zulässig. Soweit die Finanzbehörde diesen verwirft kann das Finanzgericht angerufen werden. Jedoch ist zu beachten, dass die Finanzbehörde ermächtigt ist Vorlageersuchen zu vollstrecken und ggf. auch mittels Zwang (z. B. in Form der Festsetzung von Zwangsgeld) zu erzwingen.
Streng zu unterscheiden vom Vorlageersuchen sind Auskunftsersuchen und Benennungsverlangen. Zwar verfolgen beide Ersuchen als auch Benennungsverlangen prinzipiell den gleichen Zweck, d. h. der Finanzbehörde die erforderlichen Beweismittel zu verschaffen, jedoch ist zu beachten, dass aufgrund verschiedener gesetzlicher Normen (§§ 93, 97 bzw. 160 AO) diese Anfragen der Finanzbehörde auch (teilweise) unterschiedliche Anforderungen und Rechtsfolgen eigen sind.